# William Cartwright (1611-1643)
Pour les articles homonymes, voir William Cartwright et Cartwright.
William Cartwright, né le 1er septembre 1611 dans le Gloucestershire et mort le 29 novembre 1643, est un dramaturge et un poète anglais.

## Œuvres
Ses pièces de théâtre, fort applaudies sont aujourd'hui totalement oubliées.